# 9e arrondissement de Lyon
Pour les articles homonymes, voir 9e arrondissement.
Le 9e arrondissement de Lyon est l'un des neuf arrondissements de la ville française de Lyon.
Il comprend les quartiers de Vaise, Gorge de Loup, Saint-Rambert-l'Île-Barbe, La Duchère, Champvert-Nord et Montribloud. Il s'étale sur la rive droite de la Saône, ainsi que sur l'île Barbe, seule île fluviale lyonnaise. Il constitue l'arrondissement le plus septentrional de Lyon.

## Généralités

### Démographie
En 2022, l'arrondissement comptait 53 657 habitants.
| 1968   | 1975   | 1982   | 1990   | 1999   | 2006   | 2011   | 2016   | 2021   |
| ------ | ------ | ------ | ------ | ------ | ------ | ------ | ------ | ------ |
| 56 900 | 53 839 | 48 167 | 47 124 | 47 030 | 47 813 | 48 431 | 50 706 | 52 903 |

| 2022   | - | - | - | - | - | - | - | - |
| ------ | - | - | - | - | - | - | - | - |
| 53 657 | - | - | - | - | - | - | - | - |

La densité s'élève à 7 401 habitants/km2 en 2022.

### Historique
Le 9e arrondissement de Lyon est créé par le détachement de la partie septentrionale du 5e arrondissement (Décret du 12 août 1964), comprenant notamment l'ancienne commune de Saint-Rambert-l'Île-Barbe, annexée l'année précédente (décret du 1er août 1963).

## Géographie

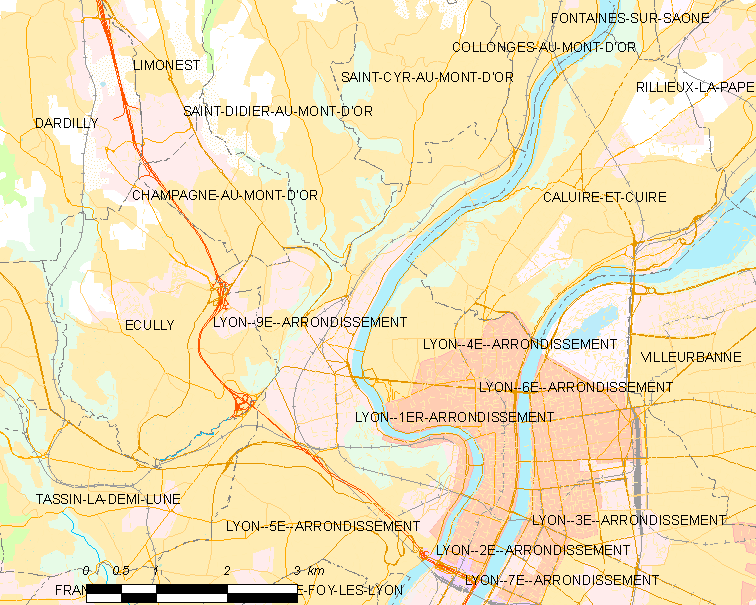
Environnement de l'arrondissement.
Détails du 9e arrondissement.
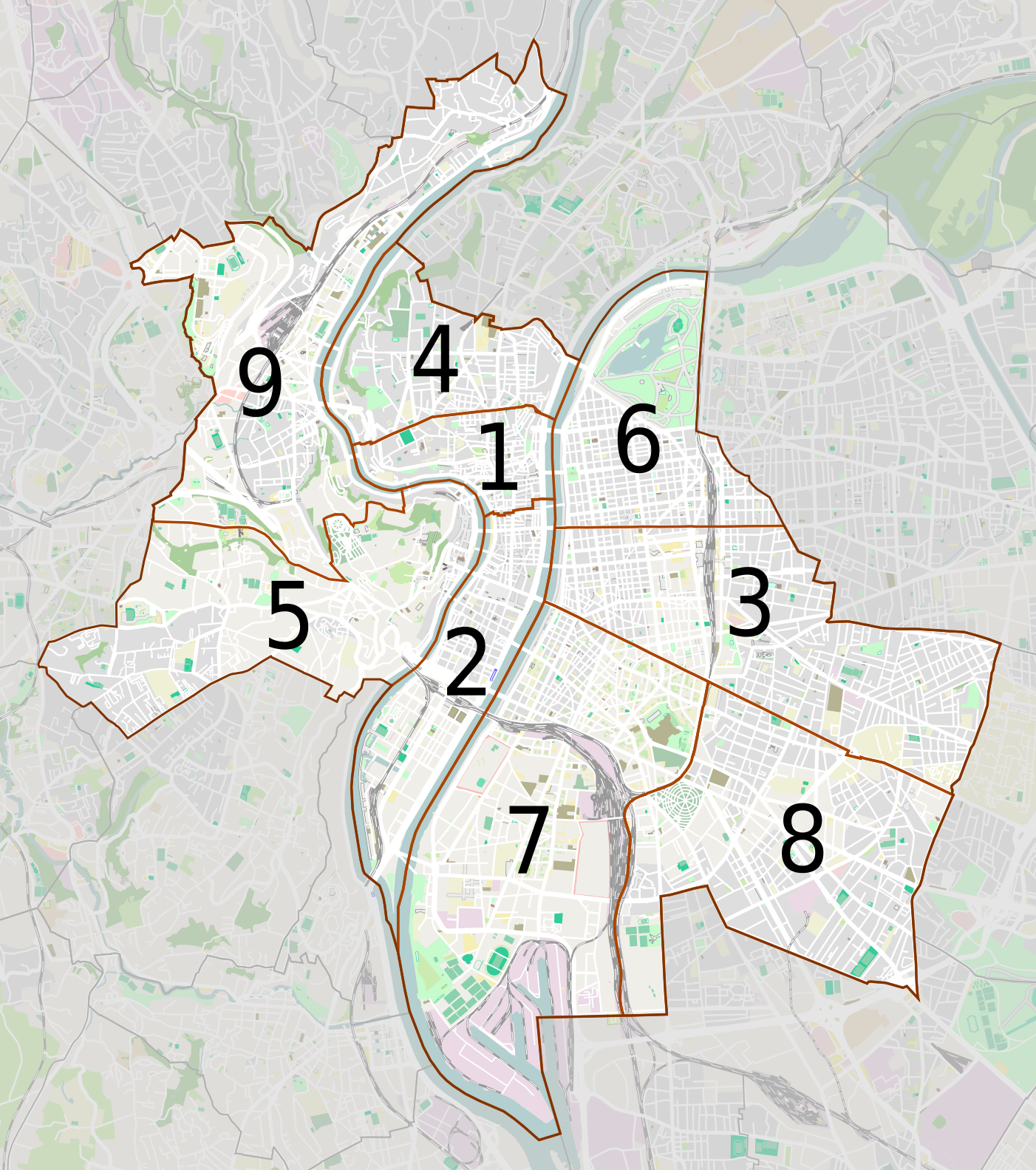
Situation dans Lyon.

### Superficie
L'arrondissement couvre une superficie de 725 ha.

### Équipements et services
- Médiathèque de Vaise[3]
- Gare SNCF de Vaise
- Gare SNCF de Gorge de Loup
- Technopole Vallée Vaise

### Établissements d'enseignement supérieur
- CinéFabrique Lyon
- École pour l'informatique et les techniques avancées de Lyon (EPITA)
- Institut supérieur de la communication, de la presse et de l'audiovisuel de Lyon (ISCPA)
- Institut libre d'étude des relations internationales de Lyon (ILERI)
- Institut de formation aux affaires et à la gestion de Lyon (IFAG)

### Quartiers

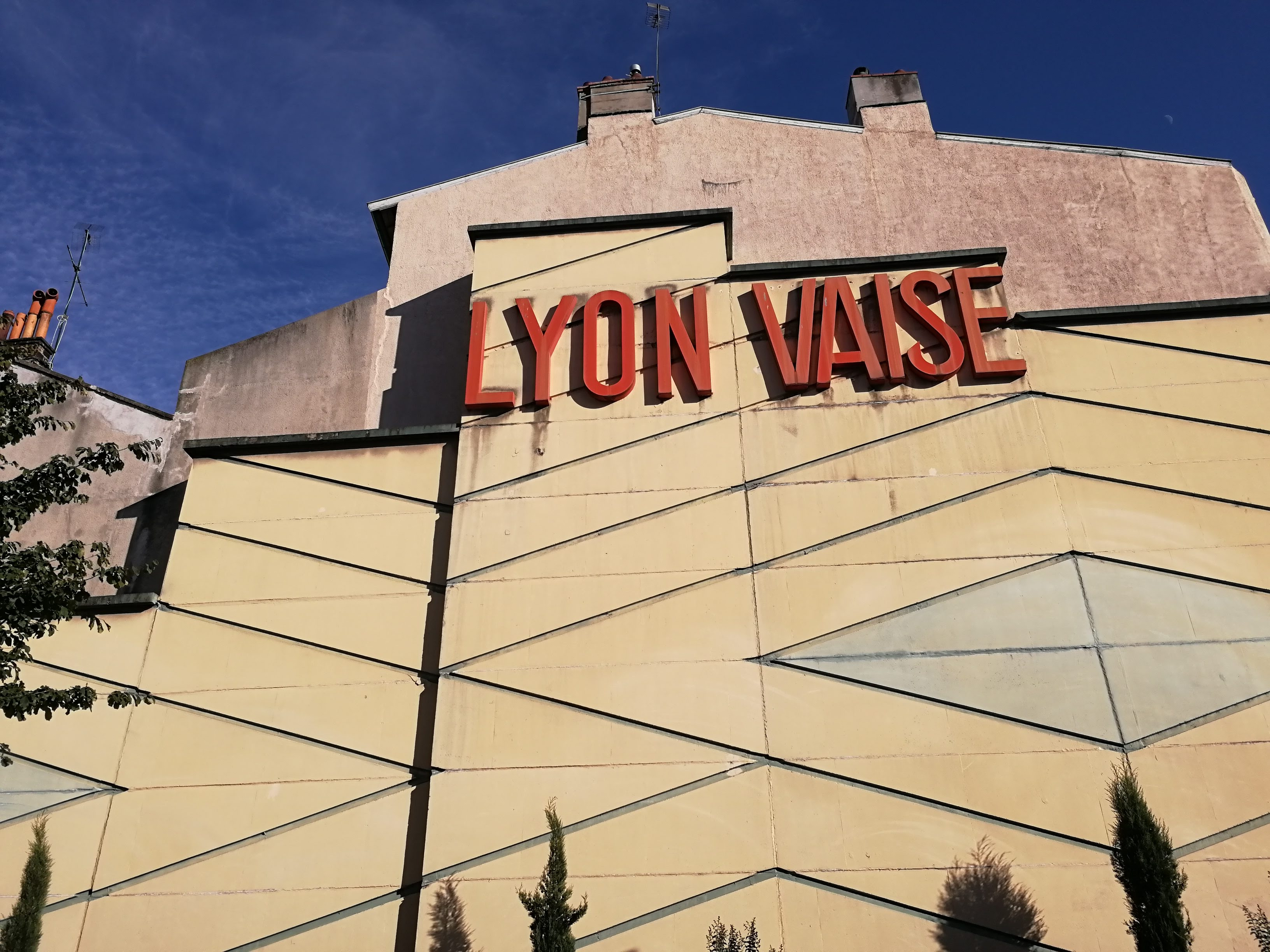
Inscription Lyon Vaise, rue Roquette.

- Vaise
- Gorge-de-Loup
- La Duchère
- Saint-Rambert-l'Île-Barbe
- Observance
- Industrie
- Champvert (partie Nord)
- Rochecardon

### Monuments
- L'église Saint-Pierre de Vaise
- L'église Notre-Dame-de-l'Annonciation
- L'église Saint-Camille
- L'église Notre-Dame de l'île Barbe
- Le château de la Jayère
- Peinture de jeunesse de Guillaume Bottazzi, la seule peinture abstraite parmi les murs peints lyonnais[5]

### Rues, places, espaces verts
Grande Rue de Vaise, place Valmy, place de Paris, parc du Vallon, parc de Saint Rambert, l'île Barbe.

### Transports
- SNCF: Gare de Lyon-Vaise et Gare de Lyon-Gorge-de-Loup
- : stations Gorge de Loup, Valmy, Gare de Vaise.
- Les cars du Rhône : Lignes 2EX, 118 et 142.

### Équipements sportifs
Stade Joseph Boucaud, situé à l'angle de la rue Rhin-et-Danube et du quai du Commerce. Ce terrain en ghorre devrait laisser place à un terrain en synthétique en juillet/août 2009.

## Politique et administration

### Liste des maires

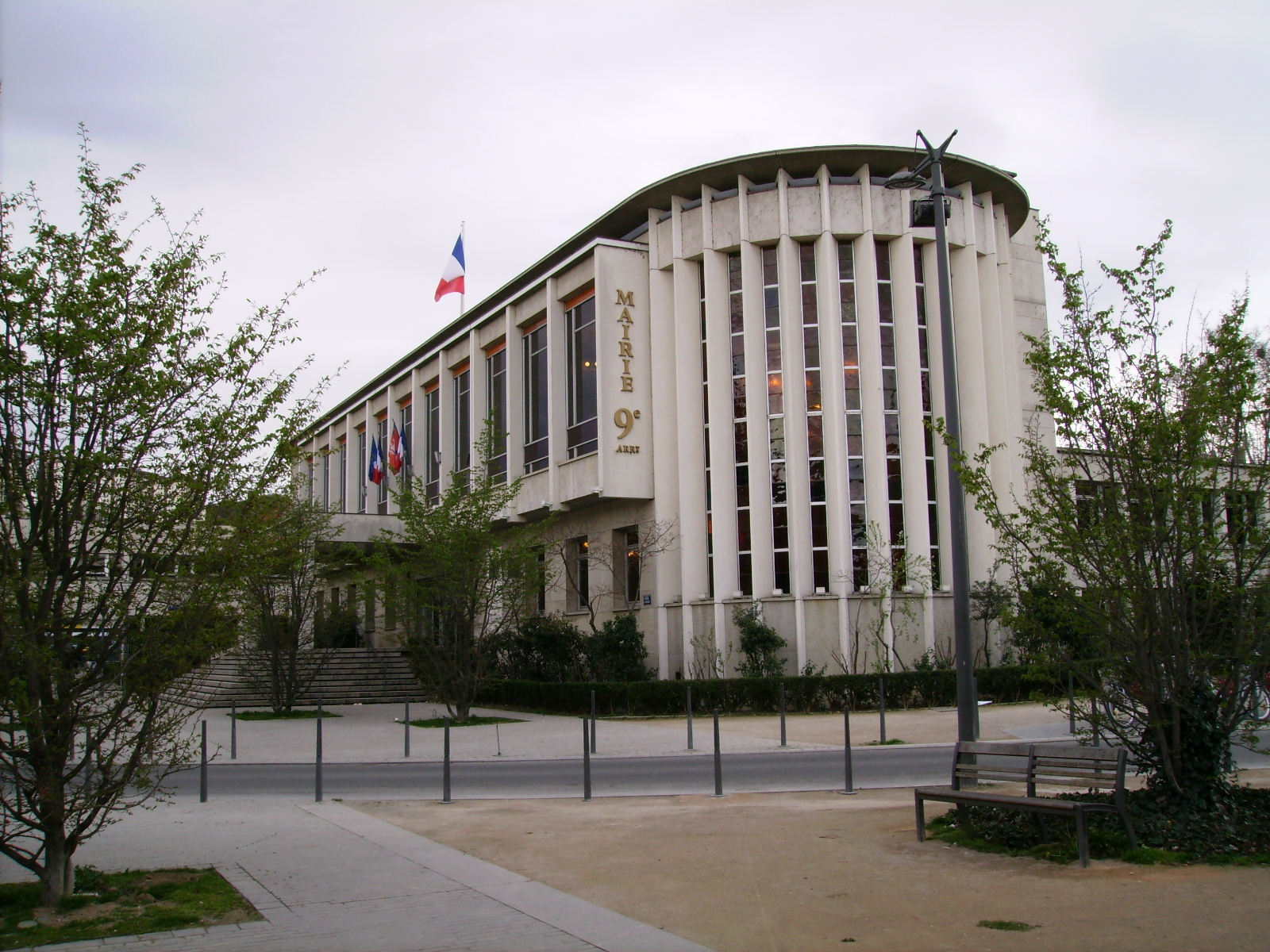
Mairie du 9e arrondissement de Lyon.

| Période      | Période      | Identité                          | Étiquette | Étiquette                                   | Qualité |
| ------------ | ------------ | --------------------------------- | --------- | ------------------------------------------- | --- |
| mars 1983    | mars 1989    | Roger Fenech (1923-2010)          |           | UDF-CDS                                     | Inspecteur central des impôts Ancien député du Rhône (2e circ.) (1978 → 1981) Ancien conseiller général de Lyon-V (1970 → 1976) Conseiller général de Lyon-II (1979 → 1998) |
| mars 1989    | juin 1995    | Michèle Mollard (1937-1998)       |           | RPR puis DVD                                | Infirmière |
| juin 1995    | mars 2001    | Gérard Collomb (1947-2023)        |           | PS                                          | Professeur agrégé Sénateur du Rhône (1999 → 2017 et 2018) Ancien député du Rhône (1981 → 1988)                                                                              |
| mars 2001    | juillet 2003 | Pierrette Augier (1939-2003)      | PS        | Décédée en fonction                         | |
| juillet 2003 | mars 2008    | Hubert Julien-Laferrière (1966- ) | PS        | Économiste, ancien adjoint au maire de Lyon | |
| mars 2008    | avril 2014   | Alain Giordano (1960- )           |           | EÉLV                                        | |
| avril 2014   | juillet 2017 | Hubert Julien-Laferrière (1966- ) |           | PS puis LREM                                | Économiste Député du Rhône (2e circ.) (2017 → ) Vice-président du Grand Lyon (2008 → 2014)                                                                                  |
| juillet 2017 | juillet 2020 | Bernard Bochard (1952- )          |           | LREM                                        | Ancien directeur d'institut thérapeutique et pédagogique |
| juillet 2020 | En cours     | Anne Braibant (1973- )            |           | EÉLV                                        | Entrepreneuse dans le textile |

### Tendances politiques et résultats
Élection municipale de 2020
|                                                                                  |                                      |                                      |                                      |                  |                          |                          |                                      |             |             |        |        |
| Tête de liste                                                                    | Tête de liste                        | Liste                                | Premier tour                         | Premier tour     | Tête de liste            | Tête de liste            | Liste                                | Second tour | Second tour | Sièges | Sièges |
| Tête de liste                                                                    | Tête de liste                        | Liste                                | Voix                                 | %                | Tête de liste            | Tête de liste            | Liste                                | Voix        | %           | CA     | CM     |
|                                                                                  | Camille Augey                        | EÉLV                                 | 2 591                                | 30,35            |                          | Camille Augey            | EÉLV LFI-GRS-E!-MRC PS-PCF-G.s-PP-ND | 4 999       | 63,23       | 23     | 8      |
| Maintenant Lyon pour tous Les écologistes avec Grégory Doucet                    |                                      |                                      | 2 591                                | 30,35            |                          | Camille Augey            | EÉLV LFI-GRS-E!-MRC PS-PCF-G.s-PP-ND | 4 999       | 63,23       | 23     | 8      |
|                                                                                  | Adrien Drioli                        | LFI-GRS-E!-MRC                       | 807                                  | 9,45             |                          | Camille Augey            | EÉLV LFI-GRS-E!-MRC PS-PCF-G.s-PP-ND | 4 999       | 63,23       | 23     | 8      |
| Lyon en commun                                                                   | Lyon en commun                       | Ensemble, l'écologie pour Lyon       | Ensemble, l'écologie pour Lyon       | 9,45             |                          |                          |                                      | 4 999       | 63,23       | 23     | 8      |
|                                                                                  | Emmanuel Giraud                      | Ensemble, l'écologie pour Lyon       | Ensemble, l'écologie pour Lyon       | PS-PCF-G.s-PP-ND | 618                      | 7,23                     |                                      | 4 999       | 63,23       | 23     | 8      |
| Vivons vraiment Lyon – La gauche unie                                            |                                      | Ensemble, l'écologie pour Lyon       | Ensemble, l'écologie pour Lyon       |                  | 618                      | 7,23                     |                                      | 4 999       | 63,23       | 23     | 8      |
|                                                                                  | Gérard Collomb                       | LREM-MoDem                           | 1 909                                | 22,36            |                          | Gérard Collomb           | LREM diss.-MoDem                     | 2 907       | 36,76       | 4      | 1      |
| Un temps d'avance avec Yann Cucherat                                             | Un temps d'avance avec Yann Cucherat | Un temps d'avance avec Yann Cucherat | Un temps d'avance avec Yann Cucherat | 22,36            |                          |                          |                                      | 2 907       | 36,76       | 4      | 1      |
|                                                                                  | Karine Gaudinet Guérin               | LR                                   | 886                                  | 10,37            |                          |                          |                                      |             |             |        |        |
| Bleu blanc Lyon Étienne Blanc, union de la droite, des Républicains et du centre |                                      |                                      | 886                                  | 10,37            |                          |                          |                                      |             |             |        |        |
|                                                                                  | Pierre-Emmanuel Martin               | LREM diss.                           | 720                                  | 8,43             |                          |                          |                                      |             |             |        |        |
| Respirations avec Georges Képénékian                                             |                                      |                                      | 720                                  | 8,43             |                          |                          |                                      |             |             |        |        |
|                                                                                  | Thibaut Monnier                      | RN-PCD                               | 528                                  | 6,18             |                          |                          |                                      |             |             |        |        |
| Pour l'amour de Lyon                                                             |                                      |                                      | 528                                  | 6,18             |                          |                          |                                      |             |             |        |        |
|                                                                                  | Yvon Perez                           | LC-100 % citoyens                    | 300                                  | 3,51             |                          |                          |                                      |             |             |        |        |
| Positivons Lyon avec Les Centristes et 100 % citoyens                            |                                      |                                      | 300                                  | 3,51             |                          |                          |                                      |             |             |        |        |
|                                                                                  | Anne-Marie Chambon                   | LO                                   | 112                                  | 0,42             |                          |                          |                                      |             |             |        |        |
| Lutte ouvrière – Faire entendre le camp des travailleurs                         |                                      |                                      | 112                                  | 0,42             |                          |                          |                                      |             |             |        |        |
|                                                                                  | Michaël Jouteux                      | DVG                                  | 65                                   | 0,76             |                          |                          |                                      |             |             |        |        |
| Lyon 100 % social                                                                |                                      |                                      | 65                                   | 0,76             |                          |                          |                                      |             |             |        |        |
|                                                                                  |                                      |                                      |                                      |                  |                          |                          |                                      |             |             |        |        |
| Votes valides                                                                    | Votes valides                        | Votes valides                        | 8 536                                | 97,51            | Votes valides            | Votes valides            | Votes valides                        | 7 906       | 95,14       |        |        |
| Votes blancs                                                                     | Votes blancs                         | Votes blancs                         | 52                                   | 0,59             | Votes blancs             | Votes blancs             | Votes blancs                         | 225         | 2,71        |        |        |
| Votes nuls                                                                       | Votes nuls                           | Votes nuls                           | 166                                  | 1,90             | Votes nuls               | Votes nuls               | Votes nuls                           | 179         | 2,15        |        |        |
| Total                                                                            | Total                                | Total                                | 8 754                                | 100              | Total                    | Total                    | Total                                | 8 310       | 100         | 27     | 9      |
| Abstention                                                                       | Abstention                           | Abstention                           | 17 412                               | 66,54            | Abstention               | Abstention               | Abstention                           | 17 937      | 68,34       |        |        |
| Inscrits / participation                                                         | Inscrits / participation             | Inscrits / participation             | 26 166                               | 33,46            | Inscrits / participation | Inscrits / participation | Inscrits / participation             | 26 247      | 31,66       |        |        |

## Vie de l'arrondissement

### Arts
- Le Théâtre Nouvelle Génération (TNG), centre dramatique national.
- Complexe cinématographique Pathé
- Le Conservatoire national supérieur de musique et de danse de Lyon (CNSMDL)
- La Fondation Renaud, dont le siège est situé au Fort de Vaise

## Économie

### Revenus de la population et fiscalité
En 2021, le revenu fiscal médian par ménage était de 21 040 €, ce qui plaçait le 9e arrondissement à la huitième place parmi les neuf arrondissements de Lyon.